# Емилианос (дем Гревена)
Емилианос или Критадес (на гръцки: Αιμιλιανός, до 1927 година: Γκριντάδες, Гринтадес) е село в Република Гърция, дем Гревена на област Западна Македония.

## География
Селото е разположено на надморска височина от 830 m, на около 25 km южно от град Гревена.

## История

### В Османската империя
В края на XIX век Критадес е гръцко християнско село в южната част на Гребенската каза на Османската империя. Главната селска църквата „Свети Илия“ е издигната през 1873 година. На нейния храмов празник Илинден (20 юли) се провежда основният селски събор.
Според статистиката на Васил Кънчов през 1900 година в Критадес живеят 280 гърци.
На Етнографската карта на Битолския вилает на Картографския институт в София от 1901 година Критадес е чисто гръцко село в Гревенската каза на Серфидженския санджак с 50 къщи.
Според статистика на Серфидженския санджак на гръцкото консулство в Еласона от 1904 година в Критадес (Κριτάδες), Гревенска каза, живеят 385 гърци елинофони християни.
През октомври 1911 година край селото е убит митрополит Емилиан Гревенски, вероятно по поръчка на румънската пропапаганда и със съдействието на младотурския режим.

### В Гърция
През Балканската война в 1912 година в селото влизат гръцки части и след Междусъюзническата в 1913 година Критадес влиза в състава на Кралство Гърция.
През 1927 година името на селището е сменено на Емилианос, по името на митрополит Емилиан.
През 1970 – 1971 година правителството на военната хунта в Гърция създава новото селище Агии Теодори, в което постепенно са преселват жителите на Емилианос и на още 6 околни села.
Населението традиционно се занимава със скотовъдство и отглеждане на жито и картофи.
| Име      | Име        | Ново име    | Ново име     | Описание                                     |
| -------- | ---------- | ----------- | ------------ | -------------------------------------------- |
| Куцомбир | Κουτσομπίρ | Куцовуни    | Κουτσοβούνι  | връх (799 m) СИ от Емилианос                 |
| Потиска  | Ποτίσκα    | Потистика   | Ποτιστικά    | река С от Емилианос, ляв приток на Венетикос |
| Курдза   | Κούρτζα    | Агриоахлади | Άγριοαχλαδιά | връх (799 m) СИ от Емилианос                 |
| Куковица | Κουκοβίτσα | Вергес      | Βέργες       | местност и връх (790 m), СИ от Емилианос     |
| Сурба    | Σούρμπα    | Сурвия      | Σουρβιά      | връх (785 m) ЮИ от Емилианос                 |

| Година    | 1913 | 1920 | 1928 | 1940 | 1951 | 1961 | 1971 | 1981 | 1991 | 2001 | 2011 | 2021 |
| --------- | ---- | ---- | ---- | ---- | ---- | ---- | ---- | ---- | ---- | ---- | ---- | ---- |
| Население | 419  | 395  | 452  | 472  | 546  | 298  | 188  | 121  | 97   | 61   | 36   | 30   |

## Личности

### Починали в Емилианос
- Емилиан Лазаридис (1877 – 1911), гръцки духовник, гревенски митрополит